# Öreg és fiatal
Az Öreg és fiatal 1969-ben bemutatott magyar rajzfilm, amelyet Macskássy Gyula és Várnai György írt és rendezett. Az animációs játékfilm zenéjét Pethő Zsolt szerezte. A mozifilm Pannónia Filmstúdió gyártásában készült.

## Rövid tartalom
A romantikus régi dalt hallgató nagypapa és a beatzenét kedvelő unoka küzdelme szerencsés véget ér: egy zeneszerző modernizálja, beatzenévé alakítja a régi dalt.

## Alkotók
- Írta, tervezte és rendezte: Macskássy Gyula, Várnai György
- Zenéjét szerezte: Pethő Zsolt
- Operatőr: Harsági István
- Hangmérnök: Horváth Domonkos
- Vágó: Czipauer János
- Rajzolták: Máday Gréte, Lengyel Zsolt, Spitzer Kati
- Gyártásvezető: Kunz Román

Készítette a Pannónia Filmstúdió.